# تاورو اسپرت آتو
تاورو اسپرت آتو (انگلیسی: Tauro Sport Auto) شرکت خودروسازی اسپانیایی است، که در سال ۲۰۱۰ تأسیس شد.